# Apocalisse della Vergine (greca)
L'Apocalisse della Vergine è un apocrifo del Nuovo Testamento scritto in greco relativo alla vergine Maria. Tardo e di difficile datazione, è stato pubblicato per la prima volta nel 1893 da M.R. James. Non va confusa con un'altra Apocalisse della Vergine, anch'essa apocrifa. 
Descrive un viaggio della Vergine nell'aldilà guidata dall'Arcangelo Michele.